# Isle of Cumbrae (Schiff)
Die Isle of Cumbrae ist eine Doppelendfähre der Reederei CalMac Ferries. Das Schiff gehört Caledonian Maritime Assets in Port Glasgow, die es auch bereedern. Eingesetzt wird das Schiff von CalMac Ferries in erster Linie im Liniendienst zwischen Tarbert und Portavadie.

## Geschichte
Die Fähre wurde unter der Baunummer 551 auf der Werft Ailsa Shipbuilding Company in Troon gebaut. Die Baukosten beliefen sich auf £ 400.000. Die Kiellegung fand am 17. Juni, der Stapellauf am 22. Dezember 1976 statt. Die Fertigstellung des Schiffs erfolgte am 31. März 1977, am 4. April des Jahres wurde es in Dienst gestellt. Es verkehrte zunächst zwischen Largs und der Insel Great Cumbrae und führte hier zu einer deutlichen Erweiterung der Kapazitäten im Vergleich zu den zuvor auf der Strecke eingesetzten, deutlich kleineren Fähren.
Ab Anfang August 1986 wurde die Fähre auf der Strecke zwischen Lochaline und Fishnish auf der Isle of Mull eingesetzt. Die zum 4. Juli 1986 auf dieser Strecke in Dienst gestellte Loch Linnhe wechselte auf die Strecke nach Great Cumbrae, die ab dem 4. Juli des Jahres bereits von der Loch Striven, einem Schwesterschiff der Loch Linnhe bedient wurde. Auch diesmal wurde durch den Einsatz der Isle of Cumbrae eine deutliche Kapazitätsverbesserung erreicht. Die zuvor auf der Strecke eingesetzte Fähre der Island-Klasse (je nach Quelle die Bruernish oder die Canna) konnte nur etwa sechs Pkw befördern.
Im Juli 1997 wurde die Fähre durch die Loch Alainn ersetzt. Die Isle of Cumbrae verkehrte in der Folge zwischen Colintraive und Rhubodach auf der Isle of Bute. Ab 1999 verkehrte sie zunächst in den Sommermonaten zwischen Tarbert und Portavadie und in den Wintermonaten zwischen Colintraive und Rhubodach oder Lochaline und Fishnish und wurde später auch auf anderen Strecken eingesetzt.

## Technische Daten und Ausstattung
Das Schiff wird von zwei Dieselmotoren angetrieben. Die Motoren wirken über Getriebe auf jeweils einen Voith-Schneider-Propeller an den beiden Enden der Fähre. Die Antriebsmotoren waren zunächst zwei Viertakt-Achtzylinder-Dieselmotoren von L Gardner & Sons in Manchester. Diese wurden Anfang 2002 durch Scania-Dieselmotoren ersetzt.
Das Schiff verfügt über ein durchgehendes Fahrzeugdeck mit drei Fahrspuren, das über herunterklappbare Rampen an beiden Enden der Fähre zugänglich ist. Auf einer Seite der Fähre befindet sich ein Aufenthaltsraum mit Bänken für die Passagiere. Über dem Aufenthaltsraum befindet sich ein Sonnendeck. Mittig auf die Aufbauten ist das Steuerhaus aufgesetzt. Anfang 1994 wurde der Decksaufbau mit dem Aufenthaltsraum für die Passagiere zu einem Ende der Fähre um eine Messe und einen Aufenthaltsraum für die Schiffsbesatzung ergänzt.